# Bennur (B), Chitapur
Bennur (B) là một làng thuộc tehsil Chitapur, huyện Gulbarga, bang Karnataka, Ấn Độ.